# موجی

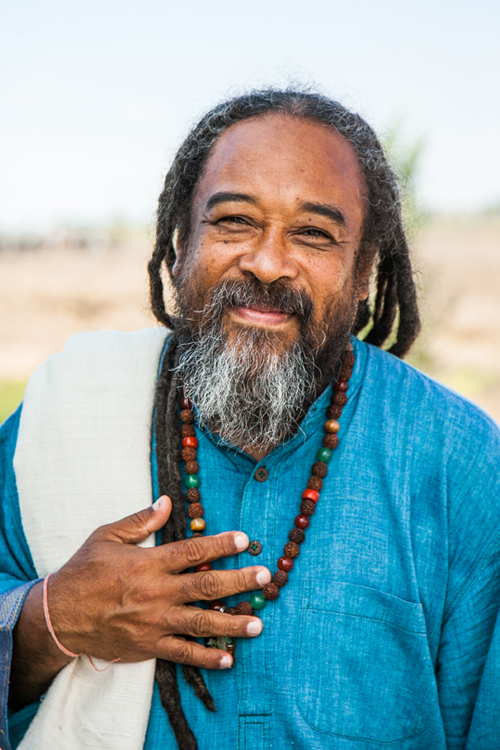
موجی

موجی (به انگلیسی: Mooji) (با اسم اصلی آنتونی پل مو یانگ (به انگلیسی: Anthony Paul Moo-Young)، متولد ۲۹ ژانویه ۱۹۵۴) معلم معنوی اهل جامائیکا که در انگلستان و پرتغال مستقر است. او سخنرانی می‌کند (ساتسنگ) و عزلت‌نشینی‌ها را اداره می‌کند. موجی در پرتغال، در مونته ساهاجا زندگی می‌کند.

## زندگی‌نامه
موجی، تونی پل مو یانگ، در شهر پورت آنتونیو، جامائیکا، تونی پل مو یانگ متولد شد. مادر وی هنگامی که او یک ساله بود به عنوان یکی از نسل ویندراش، به انگلستان مهاجرت کرد. موجی توسط پدر و دختر دایی مادرش (کسی که معشوقه پدرش شد و صاحب فرزندان بیشتری شدند) بزرگ شد. پیتر، برادر موجی، به یکی از برترین بازیکنان تنیس روی میز جامائیکا تبدیل شد. هنگامی که موجی هشت ساله بود، پدرش از دنیا رفت و بدین ترتیب موجی توسط عموی سخت گیرش بزرگ شد تا اینکه به لندن رفت تا در نوجوانی در کنار مادرش باشد.
موجی در سن ۳۰ سالگی در حمایت از همسر و فرزندش به عنوان هنرمند خیابانی مشغول کار شد. در سال ۱۹۸۵، خواهر موجی، چری گروس، در حملهٔ پلیس به خانه‌اش مورد اصابت گلوله قرار گرفت و فلج شد و این امر باعث شورش بریکستون در سال ۱۹۸۵ شد. در سال ۱۹۸۷، موجی با یک فرد مسیحی روبرو شد که این ملاقات آغاز جستجوی معنوی او شد. موجی به عنوان معلم هنر به کار خود ادامه داد تا سال ۱۹۹۳ کار را رها و به هند سفر کرد و در ساتسنگ‌های گوروهای هندی پاپاجی شرکت کرد.
وی در سال ۱۹۹۴ هنگامی که پسرش بر اثر ذات الریه درگذشت به انگلستان بازگشت. او به سفر خود به هند ادامه داد، هر بار برای فروش چای و بخور به بریکستون، لندن برمی‌گشت و همچنین «افکار روزانه» را که در کاه گندم گرفته شده از مکدونالدز پیچیده شده بودند، می‌بخشید. او در سال ۱۹۹۹ وقتی گروهی از جویندگان معنوی شاگرد او شدند، به یک معلم معنوی تبدیل شد و شروع به تولید کتاب، سی دی و فیلم از آموزه‌های خود کرد. در مورد معروف شدن تونی مو به موجی، موجی گفته‌است: «چه می‌توانم بگویم، جز اینکه زندگی همین است.» پیتر، برادر موجی گفته‌است که مردم همیشه او را به هر کجا که می‌رفت دنبال می‌کردند.
موجی همچنان به ارائهٔ ساتسنگ در مکان‌های مختلف در سراسر جهان می‌پردازد و به‌طور منظم بیش از هزار نفر را از پنجاه ملیت جذب می‌کند. وی همچنین عزلت‌نشینی یا گوشه‌نشینی‌های مراقبه را اداره می‌کند، گاهی اوقات با حداکثر ۸۵۰ نفر که هر کدام برای ۷ روز بین ۶۰۰ تا ۱۰۰۰ یورو پرداخت می‌کنند، با احتساب هزینه ساتسنگ. وی ملکی به مساحت ۳۰ هکتار در محلهٔ سائو مارتینو داس آموریراس، در منطقهٔ آلنتخو پرتغال خریداری کرد و یک اشرام به نام مونته سهاجا ایجاد کرد. طبق گفته شری مونته‌نگرو، مدیر کل بنیاد مووجی، ۴۰ تا ۶۰ نفر به‌طور تمام وقت در آشرام زندگی می‌کنند. آتش‌سوزی در اشرم در سال ۲۰۱۷ نیاز به تخلیه نزدیک به ۱۵۰ نفر داشت. فعالیت‌های اشرم از طریق مؤسسه خیریه مؤسسه بنیادی موجی مستقر در انگلستان تأمین می‌شود، که درآمد ۱٫۵ میلیون پوندی را در سال ۲۰۱۸ گزارش کرد (که تقریباً ۶۰۰ هزار پوند از آن «کمک‌های مالی و میراث» بود) و همچنین از طریق درآمد حاصل از تجارت آن شرکت‌های تابعه Mooji Media Ltd. در انگلستان و Associação Mooji Sangha و Jai Sahaja در پرتغال.

## تعالیم و ساتسنگ
موجی از فلسفه هندوئیسم الهام گرفته‌است. پیروان موجی، ساتسنگ را «جلسه‌ای در حقیقت» توصیف می‌کنند که در آن مردم از سراسر جهان می‌آیند تا در مورد زندگی سوالاتی بپرسند و آرامش و معنا بیابند. یکی از مریدان موجی، تعالیم او را غذایی معنوی توصیف می‌کند که درک آن نه باطنی است و نه سخت. حاضران یک به یک در مقابل جمعیت زیادی حاضر می‌شوند و سؤالهای شخصی می‌پرسند که موجی به آنها پاسخ می‌دهد یا از آنها برای "ادای فی‌البداههٔ کلام پرانرژی در مورد ایمان " استفاده می‌کند. بی‌بی‌سی، ساتسنگ موجی را «پنج ساعت جلسه پرسش و پاسخ معنوی» توصیف می‌کند که مریدان می‌توانند نحوه پیدا کردن رضایت معنوی را بپرسند. مریدان از طریق اتصال به ماهیت واقعی خود یا «خویشتن حقیقی‌شان» به دنبال زندگی معنادارتر و کم دردسرتر هستند. گاردین با مقایسه ساتسنگ با یک جلسه درمان عمومی، موجی را "یکی از کسانی که روی شما تمرکز می‌کنند و باعث می‌شود احساس کنید واقعاً مهم هستید" توصیف می‌کند. طبق اوت لوک (outlook)، مووجی یک فلسفهٔ ساده دارد و آن این است که تمرکزت را بر روی جستجوی" من هستم " یعنی کیستی خودت بگذار، و مقید و مشروط به هیچ گونه تأثیر مذهبی یا سیاسی نباش. یکی از روزنامه نگاران نیویورک تایمز که در یک ساتسنگ شرکت کرده بود توصیف کرد که وقتی جوانی به روی سِن رفته و خود را در دامان موجی انداخته‌است، متأثر و گیج شده‌است.
مریدان، اغلب برای اینکه پس از سخنرانی‌های موجی او را در آغوش بگیرند، صف می‌کشند و هنگامی که او محل را ترک می‌کند به دنبال او می‌روند. منتقدان می‌گویند بیشتر مردم در روزهای سخت زندگی که به پاسخ و راهنمایی نیاز دارند به سراغ معلمان معنوی می‌روند. موجی تعالیم خود را راهی آسان برای روشنگری توصیف می‌کند.